# Europäisches Sozialmodell
Der Begriff Europäisches Sozialmodell stellt einen Versuch dar, Gemeinsamkeiten der (kontinental-)europäischen Wohlfahrtsstaaten zu erfassen und diese zugleich von den Wirtschafts- und Sozialsystemen anderer Staaten, insbesondere der USA, abzugrenzen.

## Bedeutung und Entwicklung des Begriffs

### Empirische und normative Dimension
Deskriptiv verwendet beschreibt „Europäisches Sozialmodell“ den systematischen und in Form von Gesetzen und wohlfahrtsstaatlichen Einrichtungen institutionalisierten Versuch, wirtschaftliche Dynamik mit sozialem Ausgleich zu verbinden. Dies gelang vor allem in der Zeit zwischen dem Zweiten Weltkrieg und der Ende der 1970er Jahre einsetzenden Wachstumskrise. In diesen Zeitraum fällt beispielsweise das deutsche Wirtschaftswunder ebenso wie die damit vergleichbaren trente glorieuses, d. h. die goldenen dreißig (Jahre), in Frankreich. Das „Europäische Sozialmodell“ war – ohne dass man es damals so nannte – ein Erfolgsmodell.
Neben der deskriptiven Dimension besitzt der Begriff „Europäisches Sozialmodell“ auch eine normative Dimension, da er vielfach auch für eine politisch anzustrebende Zielvorstellung bzw. ein zu bewahrendes und/oder zu reformierendes Subsystem der Wirtschafts- und Sozialordnung verwendet wird.
Popularisiert wurde der Begriff von Jacques Delors, Kommissionspräsident der EU von 1985 bis 1995, zu einer Zeit, als das Europäische Sozialmodell politisch und wirtschaftlich bereits stark unter Druck geraten war.

### Bestandteile des Europäischen Sozialmodells
Grundsätzlich ist es schwierig, konkrete sozial- und wirtschaftspolitische Elemente als Bestandteile des Europäischen Sozialmodells zu benennen. Ein solcher Versuch stößt auf folgende Probleme:
- die Vielfalt der Sozialsysteme innerhalb Europas,
- die Problematik der Abgrenzung, welche Staaten bei einer Definition des Europäischen Sozialmodells zu berücksichtigen sind,
- die gegenwärtige Veränderungsdynamik, der die Sozialpolitik in allen europäischen Ländern unterworfen ist,
- die Tatsache, dass eine bloße Definition durch Abgrenzung, z. B. von den USA, nicht ausreicht, um eindeutig festzustellen, durch welche Merkmale das Europäische Sozialmodell positiv gekennzeichnet ist,
- die Heterogenität der zu einer Definition durch Abgrenzung herangezogenen Wirtschafts- und Sozialordnungen (auch die nicht dem Europäischen Sozialmodell zuzurechnenden Wirtschafts- und Sozialordnungen bilden keine homogene Gruppe oder ein eindeutig definierbares Alternativmodell).

Daher lassen sich nur recht allgemeine Charakteristika des Europäischen Sozialmodells nennen. Hierzu gehören insbesondere:
- die umfassende Absicherung von sozialen Risiken durch wohlfahrtsstaatliche Institutionen, z. B. durch Sozialversicherungen und/oder steuerfinanzierte Einkommenstransfersysteme,
- die institutionalisierten Arbeitsbeziehungen, die durch einen umfangreichen Bestand an kodifiziertem Arbeitsrecht, starke Interessenverbände und geregelte Verhandlungsprozesse zur Beilegung sozialer Konflikte gekennzeichnet werden.

Im Zuge der Entwicklung der EU-Sozialpolitik wird auch eine „europäische Dimension“ als kennzeichnendes Merkmal des Europäischen Sozialmodells genannt. Seit 1992 zeichnete sich innerhalb der Europäischen Union auch ein verstärktes Bekenntnis zum Sozialstaat ab. Die EU, die sich vorher hauptsächlich als Binnenmarktprojekt verstand, nahm den Begriff in ihr Selbstverständnis auf. Einzelne Maßnahmen waren z. B. die Gemeinschaftscharta der sozialen Grundrechte der Arbeitnehmer (1989), die Präambel des Sozialprotokolls (1992) und die Aufnahme des Protokolls in den Amsterdamer Vertrag (1997).

## Krise des Europäischen Sozialmodells
Durch die Krise der europäischen Sozialstaaten und den zunehmenden Druck durch die Globalisierung waren die Sozialsysteme insbesondere durch liberale Politiker und Wissenschaftler sowie Interessenvertreter der Wirtschaft immer mehr in die Kritik geraten.
Großbritannien orientierte sich spätestens seit den konservativen Regierungen in den 1980er und 1990er Jahren eher am US-amerikanischen Wirtschafts- und Sozialmodell als am europäischen. Soll der Begriff „Europäisches Sozialmodell“ seine empirische Bedeutung behalten, so kann er für Großbritannien kaum mehr verwendet werden.

## Zukunft des Europäischen Sozialmodells
Die Entwicklung des „Europäischen Sozialmodells“ wird sehr davon abhängen, ob der politische Wille zur Erhaltung der Sozialstaaten in den Mitgliedsstaaten der Europäischen Union sich gegenüber anderen Interessen durchsetzen kann. Im Verlauf der Eurokrise ist der Druck zum Abbau immer stärker gestiegen. Der Präsident der Europäischen Zentralbank Mario Draghi äußerte bereits Anfang des Jahres 2012 die Meinung, dass das Europäische Sozialmodell der Vergangenheit angehöre. So mahnt beispielsweise die sozialdemokratische Friedrich-Ebert-Stiftung, dass in der Eurokrise der Anspruch zur Marktgestaltung aufgegeben werde, anstatt sie als „Druckmittel zur Etablierung einer veritablen sozialen Dimension zu nutzen.“
Ein entscheidender Faktor wird eine mögliche Europäisierung der Sozialpolitik sein, da die Nationalstaaten unter dem Druck der Globalisierung nur noch wenige Handlungsspielräume haben. Im EU-Verfassungsentwurf von 2004 bleibt der Status quo zur Sozialpolitik erhalten. Um gemeinsame Entscheidungen zu treffen, bedarf es also der Zustimmung aller Mitgliedsregierungen, was ein Anzeichen dafür ist, dass die Europäisierung der Sozialpolitik kein gemeinsames Ziel der Mitgliedsstaaten ist.
Der im EU-Verfassungsentwurf fortgeschriebene Status quo führt in einer globalisierungskritischen Perspektive zunehmend zu einem grundlegenden Bedeutungswandel des Begriffs „Europäisches Sozialmodell“. Demnach wird das spezifisch EU-Europäische am Sozialmodell darin gesehen, dass die neoliberal ausgerichtete Wirtschaftspolitik der EU nachhaltige Maßnahmen gegen Sozialabbau und Standortwettbewerb (insb. durch europaweite Mindeststandards auf hohem Niveau) bewusst unterlasse und gerade durch dieses Unterlassen den Sozialabbau der EU-Staaten strukturell beschleunige. In diesem gewandelten Verständnis bringt der Begriff „Europäisches Sozialmodell“ das gravierende sozialpolitische Defizit der EU zum Ausdruck, welches mit der gegenwärtigen, neoliberal ausgerichteten Wirtschaftspolitik der EU untrennbar verbunden sei. Hierin wird eine wesentliche Ursache der Akzeptanzkrise der EU gesehen, die mit den ablehnenden Referenden über den EU-Verfassungsentwurf evident geworden ist.